# Duathlon

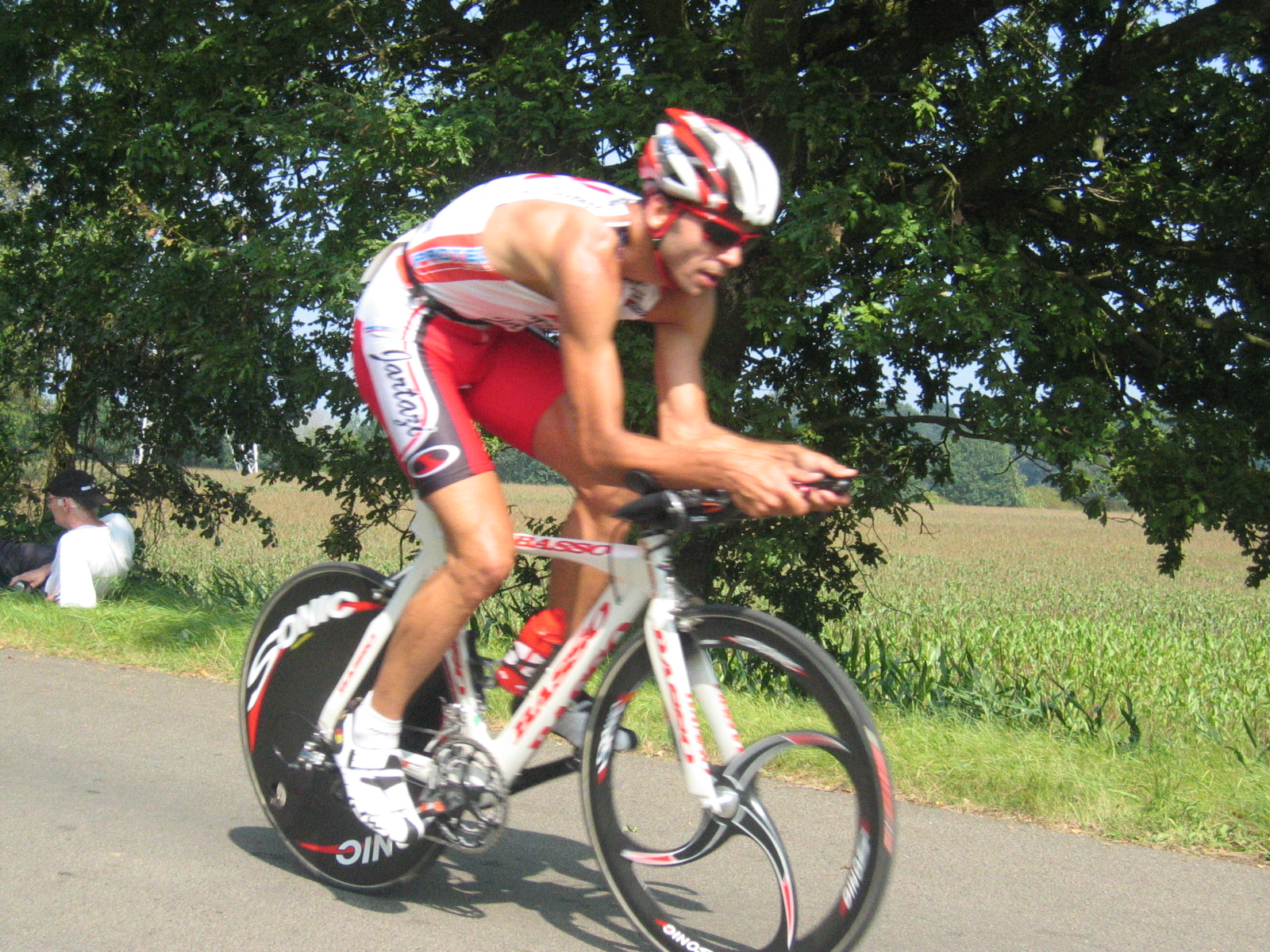
Rob Woestenborghs, Duathlon-Weltmeister auf der Kurzdistanz (2008, 2013) und Langdistanz (2013)

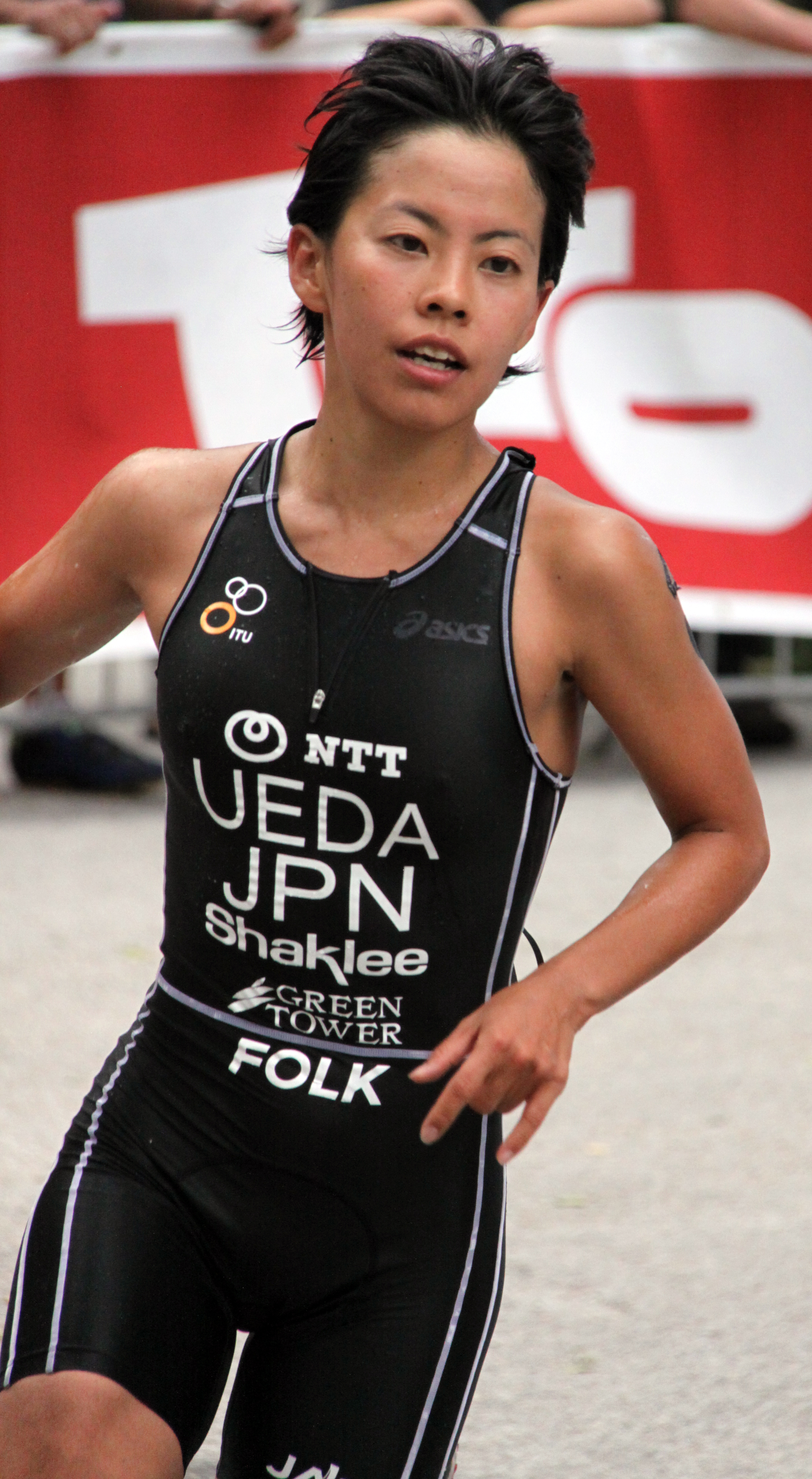
Ai Ueda, Duathlon-Kurzstreckenweltmeisterin 2013

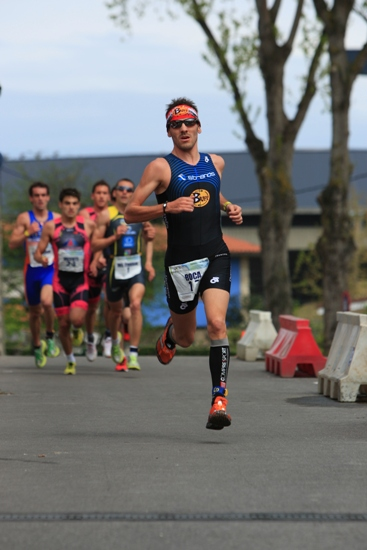
Roger Roca, Duathlon-Kurzstreckenweltmeister 2011

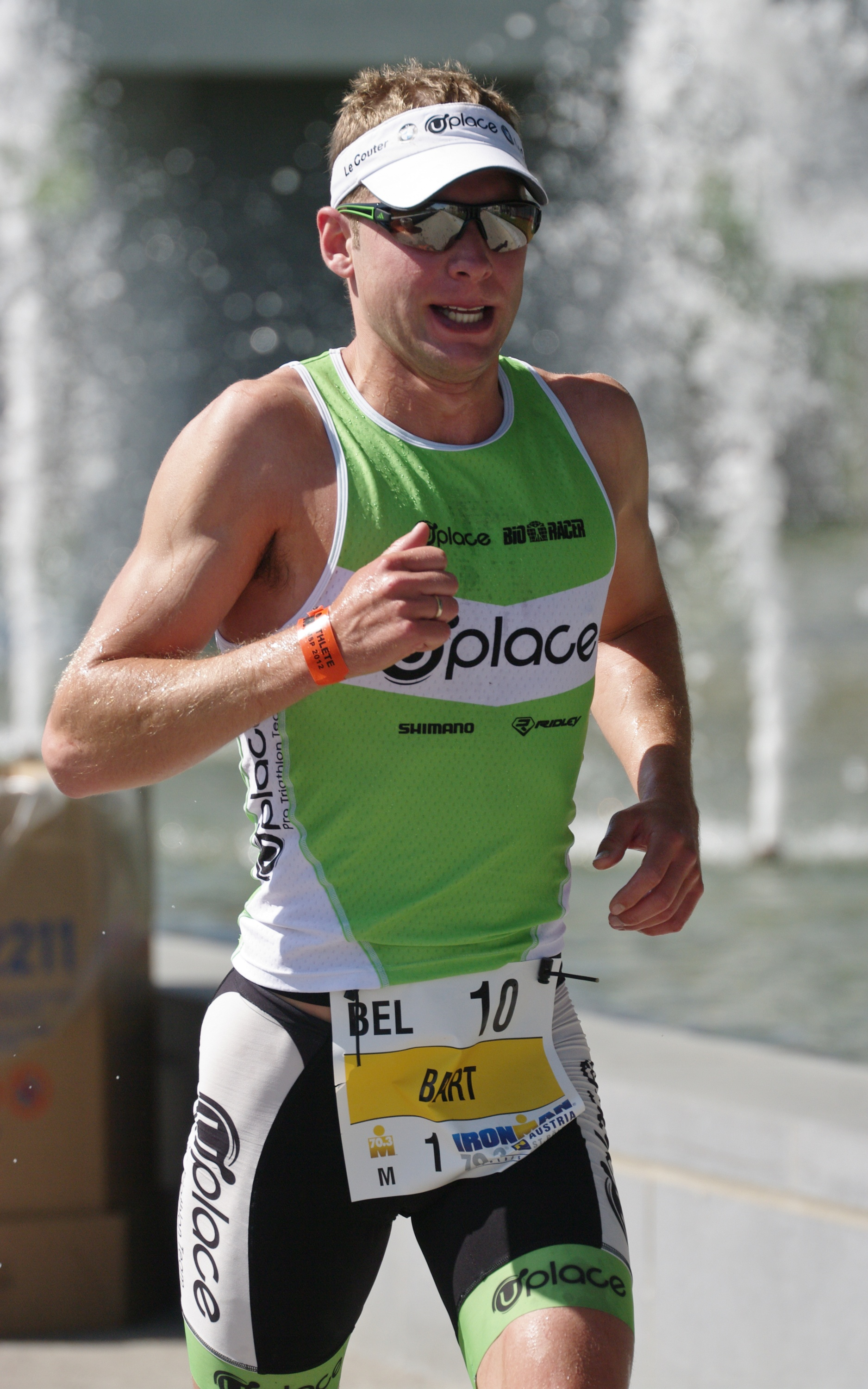
Bart Aernouts, Duathlon-Kurzstreckenweltmeister 2010 und Duathlon-Europameister 2013

Der Duathlon ist eine aus zwei Disziplinen bestehende Ausdauermehrkampfsportart, bei der die Einzeldisziplinen in der Reihenfolge Laufen, Radfahren, Laufen absolviert werden. Die sportliche Organisation des Duathlon, wie die Verabschiedung des Regelwerks sowie die Organisation und Zulassung von Sportveranstaltungen, wird in der Regel von den Triathlonverbänden, wie auf internationaler Ebene der Internationalen Triathlon Union (ITU), übernommen. Das bekannteste Rennen ist der Powerman Zofingen. Zu den Varianten des Duathlons zählen der Crossduathlon, der Bike & Run und der Mannschaftsduathlon.

## Regeln

### Technisches Reglement
Die technischen Anforderungen an die Duathlonbekleidung, Fahrräder und Fahrradhelme sind im technischen Reglement der Internationalen Triathlon Union geregelt und entsprechen denen des Triathlons.
Für den Duathlonsport werden neben der Sportbekleidung auch Laufschuhe, ein Fahrrad, ein Fahrradhelm und optional Radschuhe benötigt. Beim Wechsel vom Laufen zum Radfahren werden meist auch die Schuhe gewechselt. Auf einen Schuhwechsel wird von Spitzenathleten nur auf sehr kurzen Strecken verzichtet, da hier der Zeitverlust durch den Wechsel den Zeitgewinn beim Radfahren durch Benutzung von Radschuhen überwiegt. Als Fahrrad werden insbesondere Rennräder, Triathlonräder und Zeitfahrräder eingesetzt. Bei Rennen mit einer Windschattenfreigabe sind in der Regel nur Fahrräder mit einem konventionellen Rennradlenker (Bügellenker) zugelassen.

### Wettkampfregeln
Die Wettkampfregeln der Internationalen Triathlon Union für den Duathlon sind analog der des Triathlons. Das Schwimmen wird durch einen zusätzlichen Lauf ersetzt. Beim Radfahren wird zwischen Wettkämpfen mit Windschattenfreigabe und Wettkämpfen mit Windschattenverbot unterschieden.

### Streckenlängen
Die Streckenlängen der jeweiligen Altersklassen orientieren sich an den Distanzen beim Triathlon. Neben den Schüler- und Jugenddistanzen wird in den Regeln der Internationalen Triathlon Union zwischen Sprint-, Kurz- und Langdistanz unterschieden.
| Bezeichnung            | Lauf 1 | Rad   | Lauf 2 |
| ---------------------- | ------ | ----- | ------ |
| Sprint                 | 05 km  | 20 km | 2,5 km |
| Kurzdistanz (Standard) | 10 km  | 40 km | 05 km  |
| Langdistanz            | 20 km  | 80 km | 10 km  |

Zusätzlich veranstaltet die Internationale Powerman Association (IPA) Langstreckenrennen mit abweichender Streckenlänge unter der Bezeichnung Powerman.

## Wettkämpfe
Die bekanntesten und beliebtesten internationalen Duathlon-Wettkämpfe sind die Rennen der Powerman-Serie.
Den Höhepunkt dieser Serie bildet seit 1989 der Powerman Zofingen.
In den 1990er Jahren war das Preisgeld des Powerman Zofingen zeitweise sogar höher als jenes der größten Triathlonveranstaltung, dem Ironman Hawaii (Weltmeisterschaft auf der Langdistanz). Derzeit zählt der Powerman Zofingen als gemeinsame Weltmeisterschaft der Internationalen Powerman Association und der Internationalen Triathlon Union (ITU) auf der Langdistanz: Erster Lauf 10 km, Radstrecke 150 km, Zweiter Lauf 30 km.
Der Powerman Holland (Erster Lauf 15 km, Radstrecke 60 km, Zweiter Lauf 7,5 km) in Horst aan de Maas gilt seit 2004 als Langstrecken-Europameisterschaft der Europäischen Triathlon-Union (ETU).
Der Powerman Germany (Erster Lauf 16 km, Radstrecke 64 km, Zweiter Lauf 8 km) in Falkenstein wird zugleich als deutsche Meisterschaft über die Langdistanz ausgetragen. Die deutschen Meisterschaften über die Kurzstrecke werden an wechselnden Orten ausgetragen – zuletzt beim Minrath-Duathlon in Kalkar (2015).

## Duathleten
Viele erfolgreiche Duathleten waren oder sind bekannte Triathleten.
Triathlonlegenden, wie Greg Welch, Tim Don und Erin Baker, sowie Jackie Gallagher und Vanessa Fernandes wurden sowohl im Duathlon als auch im Triathlon Weltmeister. Die Duathlon-Weltmeister Greg Welch, Normann Stadler, Erin Baker und Natascha Badmann waren darüber hinaus auch im Triathlon auf der Langdistanz beim Ironman Hawaii als Sieger erfolgreich.
Nur wenige erfolgreiche Duathleten sind Spezialisten, die ihre sportlichen Erfolge fast ausschließlich im Duathlonsport errungen haben. Zu den bekanntesten Duathlon-Spezialisten zählen Kenny Souza, der nach einem Unfall verstorbene Benny Vansteelant sowie dessen jüngerer Bruder Joerie Vansteelant.
Einige bekannte Duathleten sind zugleich erfolgreiche Langstreckenläufer oder Radsportler:

So war die mehrfache und amtierende Weltmeisterin (2014 bis 2016) über die Duathlon-Langdistanz, Emma Pooley, auch 2009 Weltmeisterin im Einzelzeitfahren. 
Und auch der Duathlon-Kurzdistanzweltmeister von 1997, Jonathan Hall, konnte mehrere Titel im Straßenradsport erringen. Er war mehrfacher australischer Meister im Straßenradsport und Einzelzeitfahren. Demgegenüber startete der Duathlon-Kurzdistanzweltmeister von 2012, Roger Roca, seine sportliche Laufbahn in der Leichtathletik und war spanischer Meister im Marathonlauf.

## Varianten des Duathlons

### Intervallduathlon
Eine Variante des Duathlons mit mehr als zwei Wechseln zwischen Laufen und Radfahren ist der Intervallduathlon. 
Einer der bekanntesten ist der „Intervallduathlon Zofingen“ in der Schweiz.

### Crossduathlon
Beim Crossduathlon werden Radfahren im Gelände auf Mountainbikes und Crosslauf miteinander kombiniert. 
Die üblichen Distanzen sind 4 bis 6 km Laufen, 15 bis 20 km Radfahren und anschließend nochmals 4 bis 6 km Laufen. In Deutschland gab es im Jahre 2008 39 Crossduathlons. Die Sportordnung sieht bei Meisterschaften eine Reifenbreite von mindestens 1,5 Zoll vor. Bei vielen Veranstaltungen ist aber eine Teilnahme mit Crossrädern möglich. Der erste Crossduathlon wurde nach Angaben des Veranstalters 1989 in Hittfeld bei Hamburg unter dem Namen „Hooka Hey“ durchgeführt. Die „1. Deutsche Meisterschaft im Cross-Duathlon“ wurde am 6. Oktober 2012 in Eichelberg (Baden-Württemberg) ausgetragen.

Die erste internationale Meisterschaft fand 2015 im spanischen Castro Urdiales statt. Europameister wurden dort die Spanierin Margarita Fullana Riera (Spanien) und der Belgier Kris Goddens.
Die bisherigen Deutschen Meister:
- 2012 Eichelberg: Eva Böhrer (SG Orlen) und Florian Brosch (TV Bad Orb)
- 2013 Eichelberg: Martina Höllige (Sportfreunde Lauffen) und Felix Schumann (EJOT Team Buschhütten)
- 2014 Östringen: Caprice Giehl (TVE Netphen) und Dominik Soweja (Tria Schramberg)
- 2015 Schleiden: Kathrin Müller (TG Witten) und Tobias Hibbe (Brander SV)

### Bike & Run
Während beim weitverbreiteten Duathlon die Reihenfolge Laufen, Radfahren und Laufen vorgegeben ist, wird beim Bike & Run auf die erste Laufstrecke verzichtet. 
Diese Disziplin besteht also aus einem vorangehenden Radfahren und einem abschließenden Lauf. 
In der Wechselzone erfolgt ein einziger Wechsel vom Fahrrad in die Laufschuhe. 
Wie beim Triathlon/Multisport üblich, bleibt die Uhr beim Wechsel nicht stehen und die Zeit in der Wechselzone zählt zur Wettkampfzeit.
Beim Bike & Run geht es um hohe Ausdauerleistungen auf dem Rad und zu Fuß. 
Um im Wettkampf bestehen zu können, ist ein intensives und schnelles Koppeltraining im Vorfeld erforderlich. So wird eine große Leistungsfähigkeit im Radfahren trainiert und die Muskeln, Gelenke, Sehnen und Bänder sind besser auf die Laufbelastung mit High-Impact vorbereitet.
Bisher gibt es keine klassischen oder festgelegten Streckenlängen. Besonders viele Veranstaltungen bewegen sich aber im Bereich folgender Längendistanzen:
- 10 km (Bike & Run Short) oder
- Halbmarathon- oder Marathon-Distanzen (Bike & Run Long).

### Mannschaftsduathlon
Beim Mannschaftsduathlon (auch Teamduathlon) werden die Individualsportarten Radfahren und Laufen zu einem Mannschaftssport kombiniert. Dabei können grundsätzlich zwei Durchführungsvarianten unterschieden werden.
- Eine Mannschaft absolviert den Wettkampf als Staffel, wobei jeweils ein Mannschaftsmitglied die Teilstrecke nur einer Disziplin übernimmt.
- Die komplette Wettkampfstrecke wird geschlossen von der ganzen Mannschaft absolviert. Die Anzahl der in der Mannschaft mitgeführten Fahrräder ist dabei geringer als die Anzahl der Mannschaftsmitglieder. Demnach läuft abwechselnd immer ein Sportler und wird von den anderen Mannschaftsmitgliedern radfahrend begleitet. Der Wechsel zwischen den Disziplinen obliegt der Organisation und der Taktik innerhalb der Mannschaft.

Die Ausrichtung von Mannschaftsduathlons geht i. d. R. nicht von Sportverbänden aus, sondern wird durch Sportvereine getragen. Aus dem Grund gibt es kein allgemeingültiges Regelwerk und dementsprechend unterscheiden sich die Regeln bei den verschiedenen Mannschaftsduathlons.
Der Dresdner 100km-Duathlon gilt als ältester Mannschaftsduathlon Deutschlands. Seit 1996 startet der Wettkampf jedes Frühjahr am Gymnasium Dresden-Plauen. Eine Mannschaft setzt sich hier aus fünf Sportlern zusammen, die mit vier Rädern sich laufend abwechselnd die Wettkampfstrecke geschlossen absolvieren.